# Melittophilie

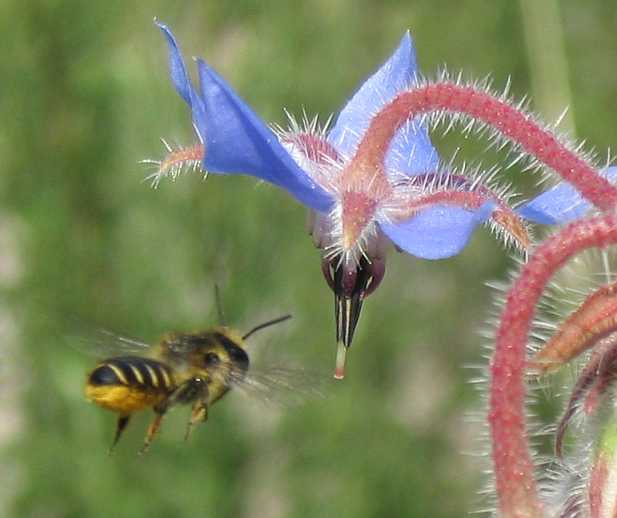
Eine Blattschneiderbiene
(Megachile) im Anflug auf eine Borretsch-Blüte (Borago officinalis).

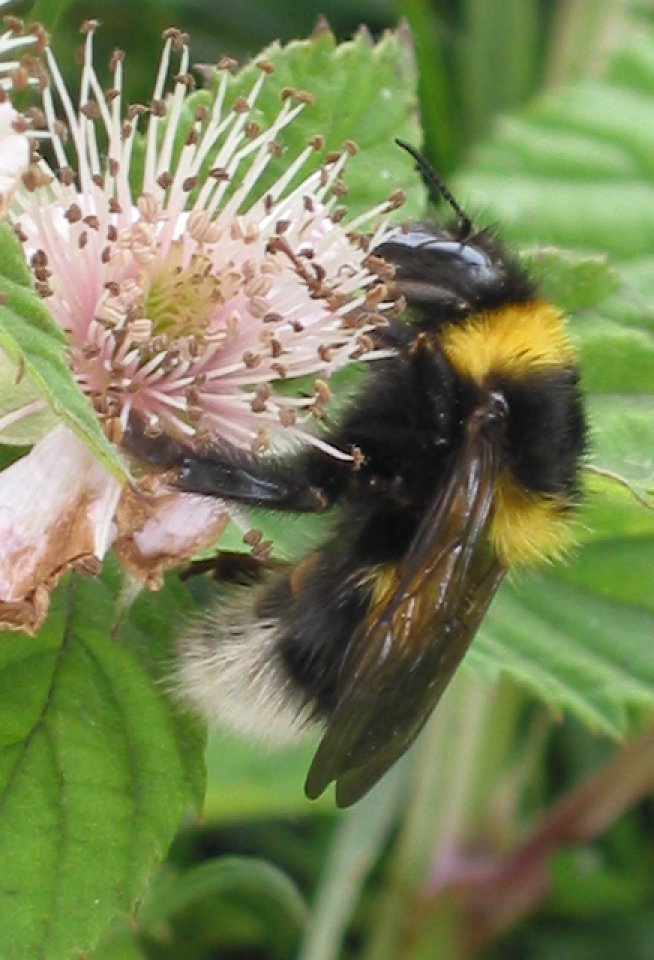
Königin der Gartenhummel (Bombus hortorum) auf einer Pinselblume.

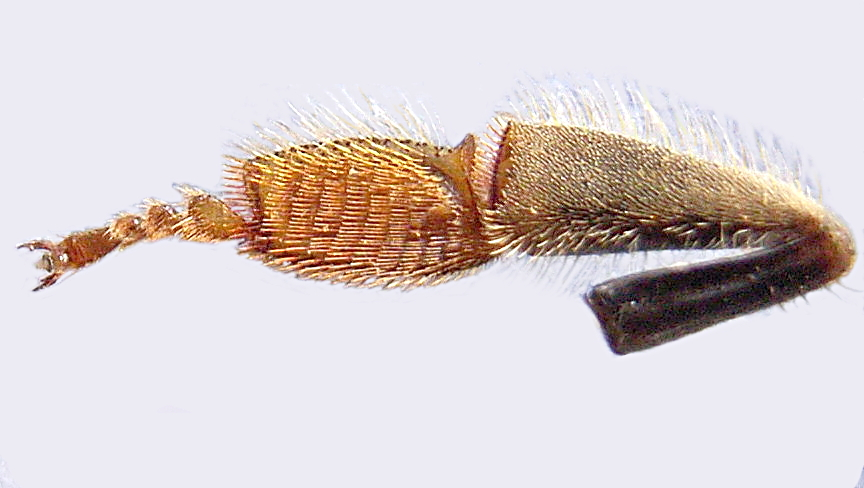
Innenseite des Hinterbeins der Westlichen Honigbiene (Apis mellifera) mit dem Bürstchen zum Sammeln des Pollen.

Als Melittophilie wird die Anpassung von Pflanzen an die Bestäubung durch Bienen und Hummeln (Apoidea) bezeichnet, die Blumen werden als Immenblumen bezeichnet. Man unterscheidet weiter zwei Arten; die Bienenblumen und die Hummelblumen.
Die Melittophilie ist eine Sonderform der Insektenbestäubung (Entomophilie). Man kann noch in kleine (Mikromelittophilie) und große Arten unterscheiden.
Eine spezielle Unterform stellt die Bestäubung der Ölbienen dar, die sich auf das Sammeln von fetten oder ätherischen Ölen aus sogenannten Öl- und Parfümblumen spezialisiert haben. Dazu zählen auch die Prachtbienen (Euglossini), die Parfümblumen bestäuben, dies wird als Euglossophilie bezeichnet, sie wird unterteilt in Andro- (nur die Männchen) und Gynandro-Euglossophilie (Männchen und Weibchen). Einzige Vertreter der Ölbienen im deutschsprachigen Raum sind die Arten der Gattung Macropis, zum Beispiel Macropis europaea (Melittidae).
Den größten Teil der Bestäuber stellen zumindest in Mitteleuropa die Echten Bienen, darunter die Hummeln. Daneben sprechen die Blattschneiderbienen (Megachilidae), Andrenidae (darunter die Sandbienen der Gattung Andrena), die Schmal- und Furchenbienen (Halictidae), die Melittidae und die Colletidae auf meliottophile Blumen an.
Man unterscheidet bei der Lage des Sammelapparates (Körbchen) die Bauch- und Beinsammler (Schienen- und Schenkelsammler), sowie Mund- oder Kropfsammler (den zu transportierenden Pollen streift das Weibchen mit einem Borstenkamm von der Blüte und schluckt ihn unter).
Das Syndrom der Bienenblumen umfasst folgende Anpassungen:
- Die Blumen sind Glocken-, Rachen-, Masken-, Lippen-, Fahnen-, kurze Stielteller- und Pinselblumen.
- Der Nektar ist bis zu 15 Millimeter tief in Röhren verborgen, die deutlich enger als der Insektenkörper sind.
- Die Blüten sind gelb, blau oder weiß und verfügen über Blütenmale: Strukturen, die im UV-Bereich, also für Bienen, nicht aber für Menschen, sichtbar sind.
- Die Blüten duften häufig und für den Menschen angenehm (Parfumduft, Honigduft).

Der Rüssel der Bienen und Hummeln ist meist 4 bis 15 Millimeter lang, und gleich tief ist auch meist der Nektar verborgen. Bienen mit kurzen Rüsseln, wie etwa die Sandbienen, besuchen häufig Fliegenblumen, die an gleichfalls kurzrüsslige Schwebfliegen angepasst sind.

## Vertreter
Bienenblumen bilden besonders viele Vertreter der Familien Schmetterlingsblütler (Faboideae), Lippenblütler (Lamiaceae), Rachenblütler (Scrophulariaceae), Raublattgewächse (Boraginaceae), Glockenblumengewächse (Campanulaceae), sowie die auf einen großen Kreis an Bestäubern angepassten Korbblütler (Asteraceae) und Doldenblütler (Apiaceae).
Innerhalb der Schmetterlingsblütler mit ihren Fahnenblumen haben sich mehrere Bestäubungsmechanismen entwickelt:
- Beim Klappmechanismus drückt die Biene das gelenkige Schiffchen nach unten und wird dadurch an der Bauchseite von den Staubbeuteln berührt. Ein Beispiel ist die Saat-Esparsette (Onobrychis viciifolia).
- Bei anderen Arten wird der Pollen zunächst auf Haare des Griffels (Griffelbürste, „Pollen-Presenter“) abgeladen (sekundäre Pollenpräsentation) und von hier beim Blütenbesuch auf den Bestäuber übertragen. Beispiele sind die Platterbsen (Lathyrus) und Wicken (Vicia).
- Bei einigen Sippen ist das Schiffchen am Ende zu einer langen Kanüle umgebildet, an deren Spitze beim Herabdrücken der vorher darin entleerte Pollen portionsweise austritt (sekundäre Pollenpräsentation). Dieser Pump- oder Nudelspritzenmechanismus kommt bei Lupinen (Lupinus), Hauhechel (Ononis) und Hornklee (Lotus) vor.
- Schnell- oder Explosionsmechanismen funktionieren nur einmal: hier sind die Staubgefäße und der Griffel nach unten gespannt und durch Verklebung, -spannung am Schiffchen in dieser Position fixiert. Bei Herunterdrücken, oder zur Seite drücken der Wände, des Schiffchens durch den Besucher wird die Fixierung gelöst, die Staubgefäße schnellen nach oben. Beispiele sind Spartium junceum und Schneckenklee (Medicago). Beim Besenginster (Sarothamnus scoparius) schnellen bei leichtem Druck die fünf kürzeren Staubgefäße nach oben, bei stärkerem Druck auch die fünf längeren und der Griffel.